# Eduard Strache
Eduard Strache (12. dubna 1847 Rumburk – 1. července 1912 Varnsdorf) byl rakouský a český nakladatel, novinář a politik německé národnosti, na počátku 20. století poslanec Českého zemského sněmu a starosta Varnsdorfu, předtím krátce poslanec Říšské rady.

## Biografie
Jeho strýcem byl politik Franz Eduard Strache, bratranec Hugo Strache byl známý chemik a technik. Eduard Strache vychodil základní školu v Rumburku a krátce navštěvoval gymnázium v Litoměřicích. Krátkou dobu pracoval v Litoměřicích v tamní tiskárně. Pak nastoupil do knihkupectví a nakladatelství Heinricha Pfeifera v Rumburku. Roku 1872 se stal vedoucím provozu a následně roku 1874 i majitelem tiskárny Friedricha Pohla ve Varnsdorfu a převzal vydávání lokálního listu Abwehr. Tento původně tiskový orgán starokatolické církve (sám Strache byl od počátku 70. let členem starokatolické církve) se pod jeho vedením profiloval jako přední periodikum německých liberálů v severních Čechách. Od roku 1881 provozoval vlastní nakladatelství, po několika letech založil i jeho pobočku v Hajdě (Nový Bor), kde vycházel od roku 1886 list Haidaer Wochenblatt.Dlouhodobě byl aktivní v německé tělovýchově (Turnverein).
Angažoval se veřejně i politicky. V letech 1883–1912 zasedal v obecním zastupitelstvu ve Varnsdorfu, od roku 1895 jako městský radní. V letech 1901–1904 (uváděno i 1901–1905) byl starostou Varnsdorfu. Kromě toho byl od roku 1885 až do své smrti i členem okresního zastupitelstva a od roku 1907 okresním starostou ve Varnsdorfu (město Varnsdorf mu udělilo čestné občanství). Po více než dvacet let, až do své smrti, byl členem liberecké obchodní a živnostenské komory. V roce 1884 ostře vystoupil proti tehdejší vládě Eduarda Taaffeho, byl následně podezřelý z velezrady a strávil čtyři týdny ve vyšetřovací vazbě.
Ve volbách roku 1885 byl zvolen do Říšské rady (celostátní zákonodárný sbor), za kurii městskou, obvod Rumburk, Krásná Lípa atd. Rezignaci oznámil ovšem již na schůzi 29. září 1886. Místo něj pak byl zvolen do parlamentu Hans Stingl.
Politicky se profiloval jako německý mladoliberál, s ostřejší nacionální rétorikou. V roce 1896, když vznikla Německá pokroková strana, byl zvolen do jejího vedoucího výboru. Na přelomu století se zapojil i do zemské politiky. V doplňovacích volbách v roce 1897 (v protokolech jednání sněmu poprvé zmiňován v lednu 1898) byl zvolen do Českého zemského sněmu v kurii měst (volební obvod Varnsdorf). Mandát obhájil v řádných volbách v roce 1901. Politicky patřil k Německé pokrokové straně (němečtí liberálové). Opětovně byl zvolen i ve volbách v roce 1908, stále za německé liberály.
Zemřel v červenci 1912. Po jeho smrti převzal vedení rodinné vydavatelské firmy syn Robert Strache (1875–1943), který později založil i nakladatelství ve Vídni.